# Philothis suturalis
Philothis suturalis är en skalbaggsart som beskrevs av Reichardt 1930. Philothis suturalis ingår i släktet Philothis och familjen stumpbaggar. Inga underarter finns listade i Catalogue of Life.